# Strada principale 446
La strada principale 446 (H446; in tedesco Hauptstrasse 446; in francese route principale 446) è una delle strade principali della Svizzera. Non è contrassegnata da una tavoletta numerata.

## Percorso
La strada collega San Gallo a Trogen ed è connessa con le strade principali H7 e H463. 
| Strada principale 446 |             |                    |
| Tipo                  | Indicazione | Cantone            |
|                       | H7          | San Gallo          |
|                       | San Gallo   | San Gallo          |
|                       | Speicher    | Appenzello Esterno |
|                       | H463        | Appenzello Esterno |
|                       | Trogen      | Appenzello Esterno |